# Terrorister – en film om dom dömda
Terrorister – en film om dom dömda är en svensk dokumentärfilm från 2003 av Stefan Jarl och Lukas Moodysson, om ett fåtal demonstranter som medverkade under Göteborgskravallerna i juni 2001.